# Antoni Cichy
Antoni Cichy (ur. 27 stycznia 1894 w Lubomi - zm. po 1939) – polski górnik, powstaniec śląski.
Syn chłopa Franciszka i Marianny z domu Baranek. Ukończył 6-klasową szkołę powszechną w Lubomi (1908). Członek polskich organizacji: od 1912 członek Towarzystwa Kulturalno-Oświatowego i Tow. Śpiewaczego "Lutnia", a od 1913 Tow. Gimnastycznego "Sokół" i kółka teatralnego w Lubomi. Pracował jako górnik (29 maja 1909 - 1924). Po wybuch I wojny światowej służył w armii niemieckiej (10 listopad 1914 - 18 maja 1918), gdzie został ranny w nogi. Do domu powrócił jako inwalida wojenny (25%) i podjął na nowo działalność w polskich organizacjach.
0d 6 stycznia 1920 był członkiem Polskiej Organizacji Wojskowej Górnego Śląska w Lubomi. Podczas III powstania śląskiego od 3 maja 1921 uczestniczył w walkach zbrojnych z Niemcami najpierw służąc w 6 kompanii, 2 baonu a następnie do 1 sierpnia 1921 był d-cą plutonu łączności w 4 pułku strzelców raciborskich. W okresie międzywojennym do 1924 pracował jako górnik. Udzielał się także w miejscowych polskich organizacjach kulturalnych i był członkiem Związku Powstańców Śląskich. W latach 1925-1939 przebywał na emigracji we Francji, gdzie pracował jako górnik. Do kraju wrócił 15 maja 1939.

## Materiały archiwalne
Antoni Cichy - Archiwum Państwowe w Katowicach, Akta weryfikacyjne byłych członków Polskiej Organizacji Wojskowej na Górnym Śląsku (1934-1939) k.74-84